# 山之城
山之城（やまのじょう）は、千葉県鴨川市主基西（安房国長狭郡）にあった日本の城。

## 概要
嶺岡浅間の東側山中に築かれた山城で15世紀に築城されたと推定されている。16世紀には正木通綱が居城とし、正木氏初期の本拠地であった。通綱の子供である正木時茂・時忠兄弟は拠点を大多喜城・勝浦城に移したことから16世紀中期には廃城になったと考えられている。